# Pararge menalcas
Pararge menalcas är en fjärilsart som beskrevs av Hans Fruhstorfer 1909. Pararge menalcas ingår i släktet Pararge och familjen praktfjärilar. Inga underarter finns listade i Catalogue of Life.